# Station Oirlo-Castenraij
Station Oirlo-Castenraij (wachtpost 51) is een voormalig spoorwegstation aan de spoorlijn Venlo-Nijmegen (Maaslijn). Het station werd in 1885 geopend als halte Oirlo en weer gesloten in 1891. In 1916 werd het heropend onder de naam  Oirlo-Castenraij. Dit station werd uiteindelijk gesloten op 15 mei 1934.
Het station staat er tegenwoordig niet meer.
17: Nijmegen ·
19: Nijmegen Heyendaal ·
26: Mook-Molenhoek ·
28: Heumen ·
Linden-Katwijk ·
31: Cuijk ·
35: Kruispunt Beugen ·
38: Beugen-Rijkevoort ·
42: Boxmeer ·
Sambeek ·
Vortum ·
46: Vierlingsbeek ·
Maashees-Smakt ·
56: Venray ·
Oirlo-Castenraij ·
63: Meerlo-Tienray ·
69: Lottum ·
71: Grubbenvorst ·
77: Blerick ·
78: Venlo
Beek-Elsloo ·
Blerick · 
Bunde · 
Chevremont · 
Echt ·
Eijsden ·
Eygelshoven ·
-Markt · 
Geleen:
-Lutterade · 
-Oost · 
Heerlen ·
-Woonboulevard ·
Hoensbroek · 
Horst-Sevenum · 
Houthem-Sint Gerlach · 
Kerkrade Centrum ·
Klimmen-Ransdaal · 
Landgraaf · 
Maastricht ·
-Noord · 
-Randwyck · 
Meerssen ·
Mook-Molenhoek ·
Nuth · 
Reuver · 
Roermond ·
Schin op Geul · 
Schinnen · 
Sittard · 
Spaubeek · 
Susteren · 
Swalmen · 
Tegelen · 
Valkenburg · 
Venlo · 
Venray ·
Voerendaal · 
Weert
Voormalige stations: zie de lijst van voormalige spoorwegstations in Limburg (Nederland)